# コーエン代数
数学の集合論において、コーエン代数 (Cohen algebra) は強制法の理論において用いられるブール代数のタイプであり、ポール・コーエンにちなんで名づけられている。コーエン代数はその完備化が自由ブール代数の完備化に同型なブール代数である(Koppelberg 1993)。